# Mistrzostwa Świata w Kolarstwie Przełajowym 1987
38. Mistrzostwa Świata w Kolarstwie Przełajowym 1987 odbyły się w czechosłowackim mieście Mladá Boleslav, w dniach 24-25 stycznia 1987 roku. Rozegrano wyścigi mężczyzn w kategoriach zawodowców, amatorów i juniorów.

## Medaliści
| Konkurencja:                 | Złoto:             | Czas      | Srebro:           | Czas     | Brąz:               | Czas     |
| Klasyfikacja mężczyzn        |                    |           |                   |          |                     |          |
| Zawodowcy (25 stycznia 1987) | Klaus-Peter Thaler | 1:08:04 h | Danny De Bie      | + 0:18 m | Christophe Lavainne | + 1:20 m |
| Amatorzy (24 stycznia 1987)  | Mike Kluge         | 1:03:40 h | František Klouček | + 0:03 m | Roman Kreuziger     | + 0:05 m |
| Juniorzy (24 stycznia 1987)  | Marc Janssens      | 48:46 m   | Ralf Berner       | + 0:26 m | Tomáš Port          | + 0:40 m |

## Szczegóły

### Zawodowcy
| Medal | Zawodnik            | Narodowość | Czas      |
| ----- | ------------------- | ---------- | --------- |
|       | Klaus-Peter Thaler  | RFN        | 1:08:04 h |
|       | Danny De Bie        | Belgia     | + 0:18    |
|       | Christophe Lavainne | Francja    | + 1:20    |
| 4     | Hennie Stamsnijder  | Holandia   | + 1:23    |
| 5     | Volker Krukenbaum   | RFN        | + 1:38    |
| 6     | Frank van Bakel     | Holandia   | + 2:13    |
| 7     | Rein Groenendaal    | Holandia   | + 2:15    |
| 8     | Albert Zweifel      | Szwajcaria | + 2:32    |
| 9     | Paul De Brauwer     | Belgia     | + 2:37    |
| 10    | Claude Michely      | Luksemburg | + 2:39    |

### Amatorzy
| Medal | Zawodnik           | Narodowość     | Czas      |
| ----- | ------------------ | -------------- | --------- |
|       | Mike Kluge         | NRD            | 1:03:40 m |
|       | František Klouček  | Czechosłowacja | + 0:03    |
|       | Roman Kreuziger    | Czechosłowacja | + 0:05    |
| 4     | Martin Hendriks    | Holandia       | + 0:11    |
| 5     | Christian Redomski | RFN            | + 0:14    |
| 6     | Petr Klouček       | Czechosłowacja | + 0:24    |
| 7     | Bruno le Bras      | Francja        | + 0:38    |
| 8     | Hansruedi Büchi    | Szwajcaria     | + 0:43    |
| 9     | Peter Müller       | Szwajcaria     | + 0:58    |
| 10    | Alex Moonen        | Belgia         | + 1:09    |

### Juniorzy
| Medal | Zawodnik               | Narodowość     | Czas    |
| ----- | ---------------------- | -------------- | ------- |
|       | Marc Janssens          | Belgia         | 48:46 m |
|       | Ralf Berner            | RFN            | + 0:26  |
|       | Tomáš Port             | Czechosłowacja | + 0:40  |
| 4     | Kurt De Roose          | Belgia         | + 1:03  |
| 5     | Luca Bramati           | Włochy         | + 1:03  |
| 6     | Daniel Van Steenbergen | Belgia         | + 1:23  |
| 7     | Pavel Camrda           | Czechosłowacja | + 1:27  |
| 8     | Kamil Polák            | Czechosłowacja | + 1:42  |
| 9     | Wim de Vos             | Holandia       | + 1:58  |
| 10    | Kai Hundertmark        | NRD            | + 2:05  |

## Tabela medalowa
| Miejsce | Państwo        |   |   |   |   |
| ------- | -------------- | - | - | - | - |
| 1.      | Belgia         | 1 | 1 | 0 | 2 |
| 1.      | RFN            | 1 | 1 | 0 | 2 |
| 3.      | NRD            | 1 | 0 | 0 | 1 |
| 4.      | Czechosłowacja | 0 | 1 | 2 | 3 |
| 5.      | Francja        | 0 | 0 | 1 | 1 |